# Domenico Beceri
Domenico Beceri (Firenze, ... – ...; fl. XVI secolo) è stato un pittore italiano del Rinascimento, attivo a Firenze nel 1527.
Fu allievo di Domenico Puligo e si distinse dai numerosi suoi colleghi del periodo. Di lui si conservano una pala nel Museo civico di Pistoia, proveniente dal monastero di San Mercuriale di Pistoia, e una Natività nel conservatorio di San Niccolò di Prato; altre opere attribuite o nore solo per via fotografica. 
Forse identificabile con il cosiddetto Maestro di Volterra.  